# Berryteuthis magister
Berryteuthis magister ist eine Art der Kalmare aus der Familie Gonatidae. Er lebt im Nordpazifik und kommt in den subarktischen Gewässern vor Japan, Korea, Russland und Nordamerika vor. Mit einer Gesamtlänge von bis zu einem Meter, von denen etwas mehr als die Hälfte auf die Arme entfällt, und einer Masse von mehr als zwei Kilogramm handelt es sich um vergleichsweise große Kalmare.
Die ausgewachsenen Tiere leben in größeren Gruppen im Bereich des Meeresbodens, wo sie sich vor allem von kleineren Fischen und anderen Kalmaren, jedoch auch kannibalistisch von Vertretern der gleichen Art ernähren. Berryteuthis magister hat eine Lebensdauer von etwa zwei Jahren, von denen etwa 6 Monate auf die Entwicklung im Ei und 18 Monate auf die weitere Entwicklung bis zur Geschlechtsreife entfallen. Am Ende ihres Lebens verpaaren sich die Tiere, wobei die Männchen den Weibchen mit Hilfe eines eigens dafür umfunktionierten Arms ein Spermienpaket (Spermatophore) in den Mantel platzieren. Die Weibchen legen durchschnittlich etwa 40.000 Eier, die durch die Spermien aus der Spermatophore befruchtet werden.
Berryteuthis magister stellt eine wichtige Beute für zahlreiche Arten räuberischer Fische, Zahnwale und auch Vögel dar. Sie sind zudem die einzigen Kalmare innerhalb der Gonatidae, die zielgerichtet kommerziell von Menschen befischt werden.

## Merkmale
Berryteuthis magister erreicht eine Mantellänge von durchschnittlich etwa 34 Zentimeter, maximale Längen bis 43 Zentimeter sind dokumentiert. Hinzu kommen die Arme und Tentakel, die bis zu 160 % der Mantellänge und damit eine Länge von mehr als 50 Zentimeter erreichen können. Die Breite des Mantels beträgt in der Regel etwa 34 bis 37 % der Länge und beläuft sich entsprechend auf durchschnittlich etwa 12 bis 15 Zentimeter. Das Maximalgewicht der Tiere liegt bei 2,2 bis 2,6 Kilogramm. Der Mantel ist groß und muskulös. Die Flossen sind groß, rhomboid und deutlich abgesetzt, sie erreichen eine Länge von bis zu 50 % der Mantellänge und eine Breite von 70 bis 80 % der Mantellänge. Die Tentakel und die Arme sind kräftig gebaut und erreichen eine Länge von 120 bis 160 % der Mantellänge. Die verbreiterten Enden der Tentakel sind lang und breit ausgebildet. Diese Tentakelkeulen besitzen keine Haken, jedoch eine große Anzahl kleiner, gestielter Saugnäpfe, die in 20 oder mehr Reihen angelegt sind. Die zentralen Saugnäpfe sind deutlich größer als die äußeren.
Ein unterscheidendes Merkmal zu Berryteuthis anonychus (der außerdem viel kleiner bleibt) sind große Haken, die bei Tieren beider Geschlechter an den Armen I bis III beider Seiten in Form von zwei zentralen Reihen ausgebildet sind und bei ausgewachsenen Tieren fast die gesamten Arme mit Ausnahme der Spitzen einnehmen, entsprechende Haken sind auch bei der verwandten Gattung Gonatus ausgebildet. Die Arme IV besitzen vier Reihen Saugnäpfe, die in 60 Paaren angelegt sind. Bei den männlichen Tieren ist ein ventraler Arm, der Hectocotylus, mit modifizierten Saugnäpfen ausgestattet, der bei der Begattung zur Übertragung des Spermienpakets (Spermatophore) zum Weibchen genutzt wird. Die Radula besitzt sieben längs angeordnete Zahnreihen.

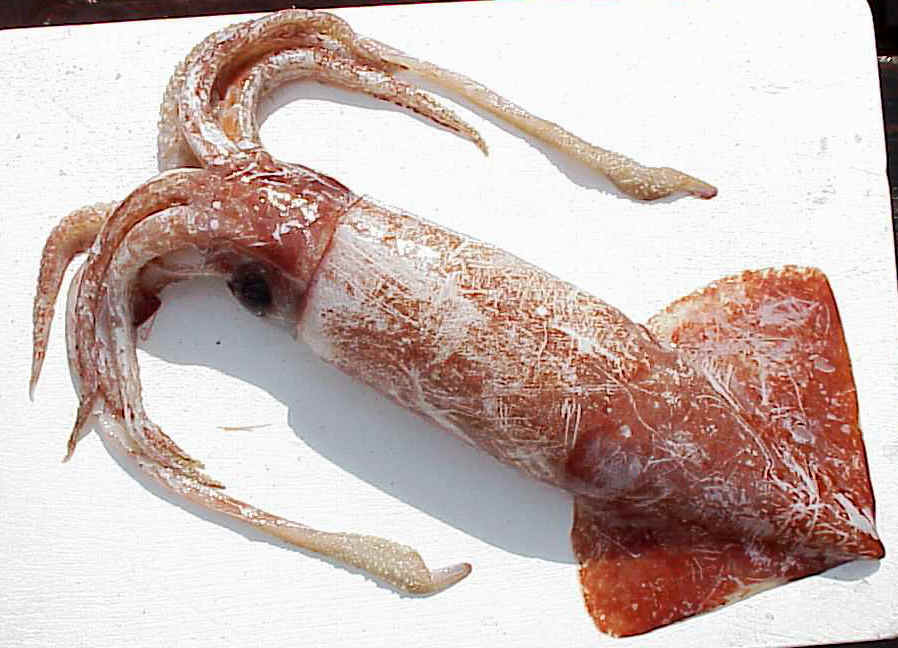
Ventrale Ansicht
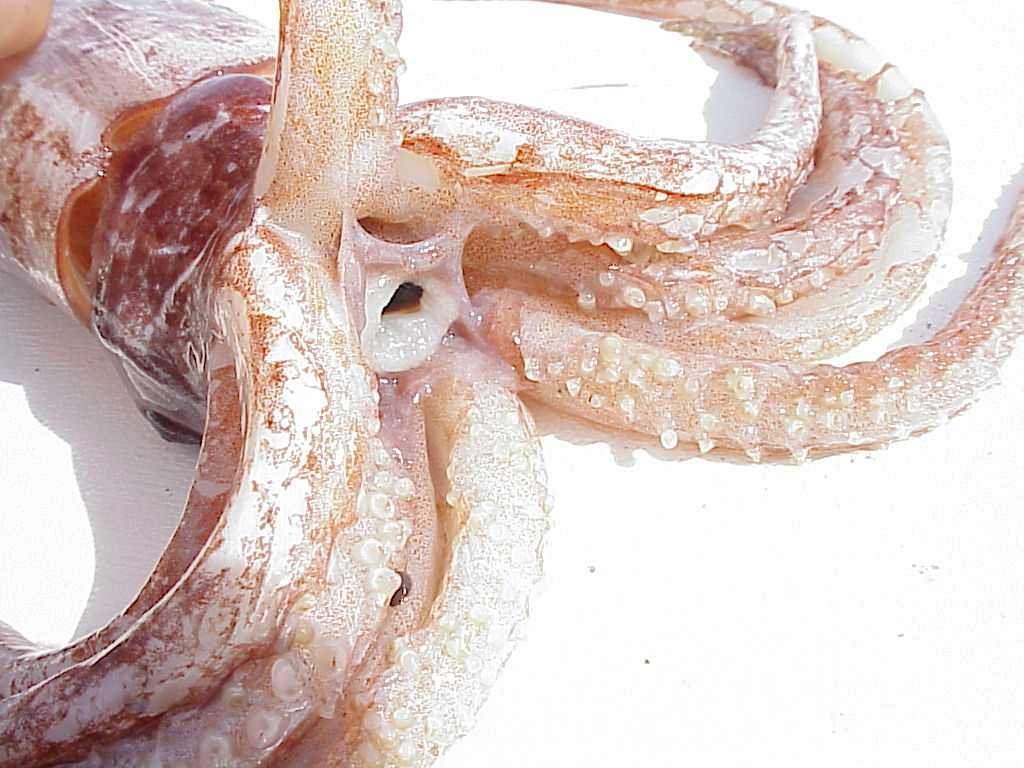
Ansicht der Mundöffnung
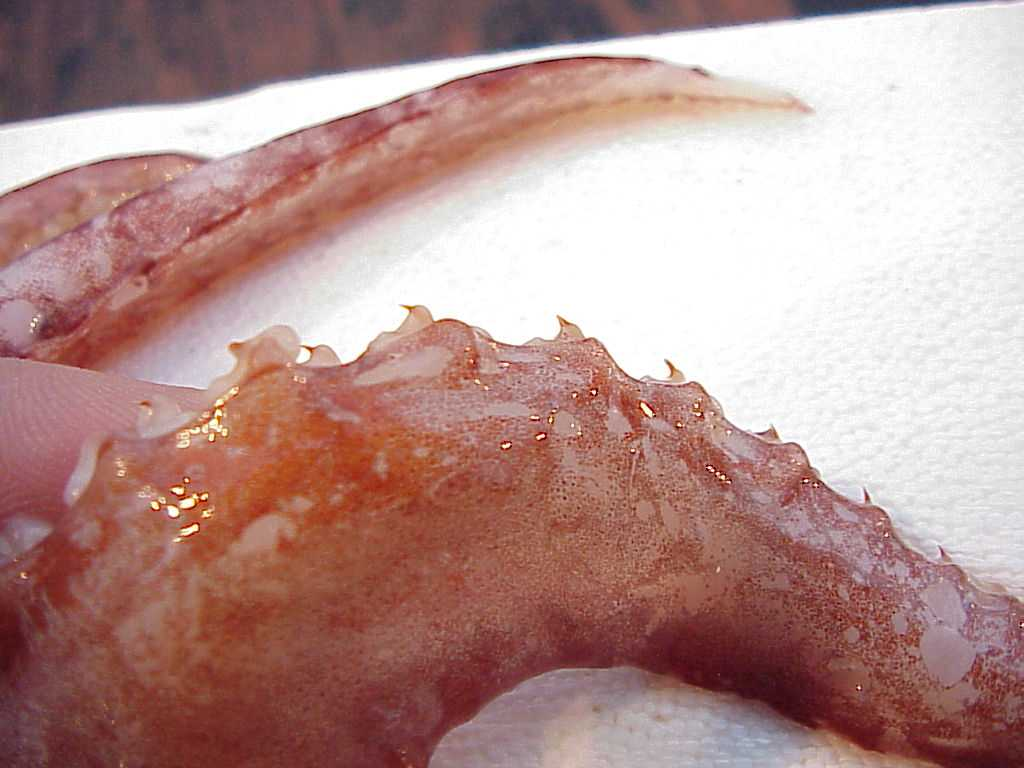
Haken an den Armen
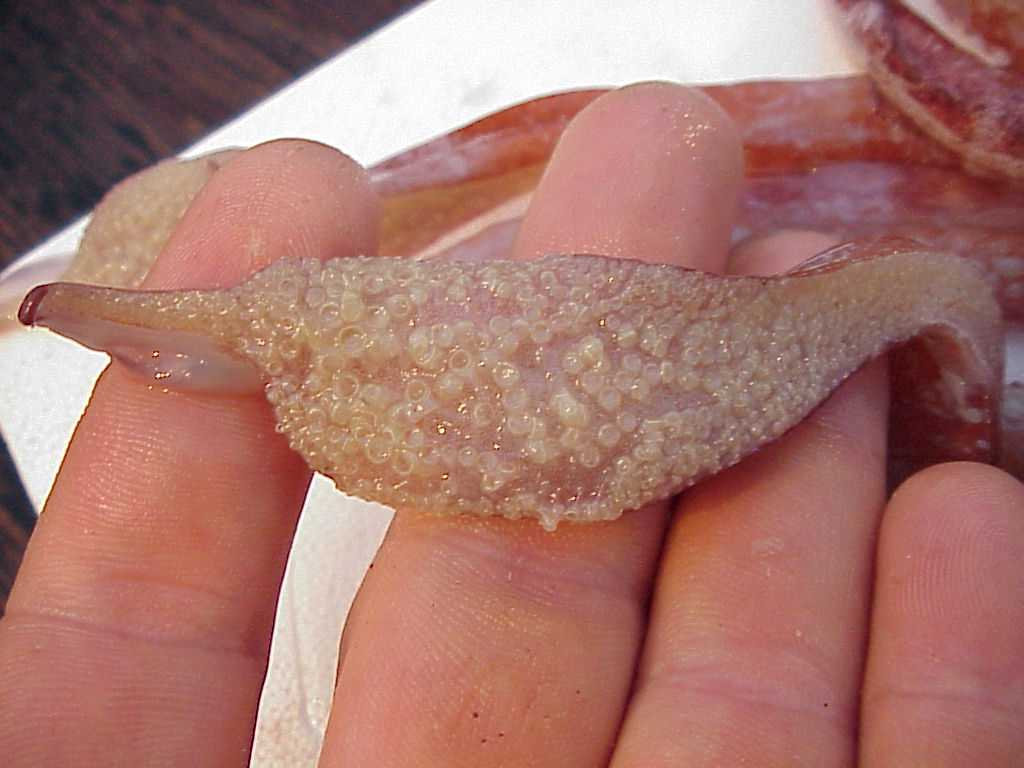
Erweiterung der Tentakel mit Saugnäpfen

## Verbreitung
Berryteuthis magister ist in den subarktischen Meeresgebieten im Nordpazifik verbreitet, wo er vor den Küsten Japans, Koreas, Russlands und Nordamerikas anzutreffen ist. Dabei reicht sein Verbreitungsgebiet vom Japanischen Meer und entlang der Kurilen über das Ochotskische Meer und das Beringmeer sowie entlang der Aleuten bis in den östlichen Nordpazifik und in die mittel- oder südkalifornischen Gewässer. Er ist besonders häufig in der Nähe des Bodens des Festlandsockels. Südlichste Fundangaben stammen aus dem Japanischen Meer vor den Oki-Inseln bzw. der Monterey Bay an der kalifornischen Küste, die nördlichsten bis zur Beringstraße. Aus dem Ochotskischen Meer südwestlich von Kamtschatka wurden Dichten von bis zu 54.000 Individuen pro Quadratkilometer ermittelt.

## Lebensweise
Berryteuthis magister ist eine weitgehend bodennah lebende Art der Kalmare, die vor allem im Bereich der Hochsee abseits der Küsten anzutreffen ist. Die Art kommt in Tiefen bis zu 1500 Metern vor, tritt jedoch auch im Bereich der Meeresoberfläche auf. Das Hauptverbreitungsgebiet befindet sich im Bereich des Kontinentalschelf in der mesopelagischen (200 bis 1000 Metern Tiefe) Zone der Ozeane, während er im Bereich des Epipelagial (der Bereich bis 200 Meter Tiefe) seltener vorkommt als andere Arten der Gonatidae des Nordpazifiks.

### Ernährung
Die jungen und heranwachsenden Kalmare ernähren sich während ihrer pelagischen Phasen vor allem von verschiedenen Krebstieren wie Leuchtgarnelen bzw. Krillkrebsen sowie von pelagischer Flohkrebsen (Hyperiidea) und anderen Krebsen. Die größeren Individuen wechseln auf eine Ernährung kleiner Fische und Tintenfische um, wobei bei Berryteuthis magister auch Kannibalismus bei allen Altersstufen vorkommt und große Mengen der eigenen Art gefressen werden. Während dieser Fressphase wird die Verdauungsdrüse („Leber“) sehr groß und erreicht bis zu 25 oder sogar 40 % des gesamten Nasskörpergewichts. Die Tiere akkumulieren damit genügend Reserven, um den gesamten Energiebedarf während ihrer Endreifung und des Laichens zu decken. Während dieser letzten benthischen Phase (am Meeresgrund) ist die Fressaktivität sehr gering und hört dann bei 92 % der reifen Männchen und 100 % der reifen Weibchen komplett auf.

### Fortpflanzung und Entwicklung
Obwohl Berryteuthis magister im Nordpazifik vergleichsweise häufig und in größeren Mengen vorkommt, gibt es nur sehr wenige Nachweise von frisch geschlüpften, paralarvalen Tieren. Die Paralarven kommen in epipelagischen Zonen der Hochsee bis in Tiefen von etwa 400 Metern vor und wurden bisher vor allem im Golf von Alaska dokumentiert. Ältere Jungtiere mit einer Mantellänge von 40 bis 120 mm halten sich regelmäßig in Bodennähe in einer Tiefe von 300 bis 450 m im Beringmeer in epi- und mesopelagischen Wasserbereichen auf. Dabei wandern junge Berryteuthis magister häufiger als verwandte Arten wie Gonatopsis borealis in die unteren Wasserzonen, sodass selbst nachts juvenile Berryteuthis magister in den oberen epipelagischen Gewässern nur selten gefunden werden. In der späteren Entwicklung befindliche Kalmare steigen in den benthischen Lebensraum am Meeresboden ab, wo sie sich tagsüber sammeln. Nachts verteilen sie sich im Bodenbereich und gelegentlich in der mesopelagischen Zone, um Nahrung zu suchen.
Weibchen produzieren Eimassen von bis zu 50 Zentimeter Durchmesser, die sie vermutlich mit einem schwanzförmigen Anhang am Meeresboden verankern (direkte Beobachtungen zur Eiablage fehlen). Die Eier verbleiben während der gesamten Embryogenese innerhalb der Eimassen. Schließlich schlüpfen freischwimmende Paralarven mit etwa 3,5 Millimeter Mantellänge. Bei einer Mantellänge von etwa 7 Millimeter entwickeln sie vier normale Armpaare und ein paar längere, Tentakel genannte Fangarme. Erst mit einer Mantellänge von etwa 20 bis 30 Millimeter beginnen sie vertikale Wanderungen, wobei sie Nachts bis nahe der Wasseroberfläche aufsteigen. Ab einer Mantellänge von etwa 70 Millimeter gehen sie wieder zur benthischen Lebensweise zurück.
Aufgrund der großen geographischen Verbreitung von Berryteuthis magister kann das Laichen regional zu unterschiedlichen Zeiten und das ganze Jahr über stattfinden. Die Anzahl von geschlechtsreifen Männchen und Weibchen nimmt mit dem Näherrücken der Laichzeit stark zu und die Paarung der Tiere findet unmittelbar vor dem Laichen statt, wobei nur reife Weibchen verpaart werden. Der Penis von Berryteuthis magister ist sehr kurz und reicht nicht über den Mantelrand hinaus. Die in den Hoden gebildeten Spermatophoren werden über den zum Hectocotylus modifizierten Baucharm in die Mantelhöhle des Weibchens übertragen, wo sie an der Mantelwand neben den Öffnungen der Eileiterdrüsen oder an der Mitteldarmdrüse oder den Kiemen befestigt werden.
Nach der Anzahl der übertragenen Spermatophoren zu urteilen kopulieren die meisten Weibchen zwei Mal, seltener ein oder drei Mal. Im Beringmeer produzieren die Weibchen zwischen jeweils etwa 20.000 bis 96.000, durchschnittlich 40.000 Eier, während sich bei den Männchen insgesamt bis zu 700 bis 1000 Spermatophoren entwickeln. Im Japanischen Meer, wo die Kalmare deutlich kleiner sind und größere Eier produzieren, beträgt die individuelle Anzahl nur etwa 4.000 Eier. Das Laichen erfolgt auf dem Boden, vermutlich in einer Tiefe von 400 bis 1000 Metern abhängig von der Lokalität, und die Entwicklungszeit bis zum Schlüpfen der Paralarven wird auf etwa 6 Monate geschätzt.
Berryteuthis magister hat wahrscheinlich einen 2-Jahres-Lebenszyklus. Die Wachstumsanalysen anhand der Wachstumsringe an den Statolithen und Gladii legen nahe, dass der Lebenszyklus im westlichen Beringmeer 6 Monate embryonale Entwicklung und 18 Monate post-embryonales Wachstum umfasst. Innerhalb einer Region können mehrere verschiedene saisonale Altersgruppen existieren, die mit mehreren Laichereignissen im Laufe eines Jahres oder mit verschiedenen Ursprungsorten in Verbindung stehen. Da die Altersstruktur nur anhand der Wachstumsringe indirekt erschlossen ist, ist sie sehr unsicher. Viele Forscher schließen in der Zusammenschau mehrerer Messmethoden auf etwa 13 bis 14 (bis 16) Monate Lebenszeit, unter Einschluss der embryonalen Phase zwei Jahre. Angaben von bis zu vier Jahren gelten als unglaubwürdig.

### Fressfeinde
Berryteuthis magister gehört zum Nahrungsspektrum zahlreicher Prädatoren des Nordpazifik, darunter zahlreicher Fische, Wale und weiterer Tiere. Zu den Fischen zählen Dorsche wie der Pazifische Pollack und der Pazifische Kabeljau, Pazifische Lachse wie der Königslachs, der Ketalachs, der Rotlachs und der Silberlachs, Seebrassen, der Schwarze und der Pazifische Heilbutt, der Kohlenfisch, Steinfische, Scheibenbäuche und zahlreiche weitere Arten. Unter den Walen werden sie vor allem von Zahnwalen wie Schwarzwalen, Grindwalen, Weißflankenschweinswalen, dem Kleinen Schwertwal oder auch von Pottwalen erbeutet. Hinzu kommen der Nördliche Seebär sowie verschiedene Meeresvögel wie die Dickschnabellumme oder die Albatrosse. Zusätzlich ist Berryteuthis magister teilweise kannibalistisch, sodass er ebenfalls einen Fressfeind für die eigene Art darstellt.

## Systematik
Berryteuthis magister wurde 1913 von dem amerikanischen Zoologen Samuel Stillman Berry auf der Basis von zwei Individuen aus dem Puget Sound, einer Meeresbucht im Nordwesten des amerikanischen Bundesstaats Washington, wissenschaftlich erstbeschrieben. Er identifizierte die Tiere 1912 zuerst als Vertreter von Gonatus fabricii und publizierte dies in seinem Artikel „A Review of the Cephalopods of Western North America“, korrigierte dies jedoch, nachdem er einen echten G. fabricii von der irischen Küste bekam und diesen mit seinen Tieren vergleichen konnte. Er beschrieb die Tiere aus dem Puget Sound nun als Gonatus magister, womit er sie in die gleiche Gattung wie G. fabricii einordnete. 1921 verschob der Schweizer Zoologe Adolf Naef die Art als nomenklatorischen Typus in die von ihm neu etablierte Gattung Berryteuthis, die er nach Berry benannte.
Berryteuthis magister war bis 1963 die einzige beschriebene Art in der Gattung Berryteuthis, bis William G. Pearcy und Gilbert L. Voss mit Berryteuthis anonychus eine weitere Form in der Gattung einführten.
Innerhalb der Art werden drei Unterarten unterschieden:
- Berryteuthis magister magister (Berry, 1913), Nominatform von der Westküste Nordamerikas.[5]
- Berryteuthis magister nipponensis Okutani & Kubodera, 1987, beschrieben aus der Region um Hokkaido, Japan.[6][7]
- Berryteuthis magister shevtsovi Katugin, 2000, beschrieben aus dem Japanischen Meer.[8]

Die Gattung Berryteuthis bildet mit Gonatus und Gonatopsis die Familie Gonatidae. Die Gattungen Gonatus und Berryteuthis sind morphologisch in vielen Merkmalen ähnlich.

## Bedrohung und Schutz
Die International Union for Conservation of Nature stuft Berryteuthis magister als nicht gefährdet (least concern) ein. Begründet wird die Einordnung mit seiner weiten geographischen Verbreitung. Obwohl diese Art dem fischereilichen Druck ausgesetzt ist, ist dieser regional begrenzt und der Fang scheint stabil und derzeit nachhaltig zu sein. Es werden jedoch weitere Forschungsarbeiten empfohlen, um die genaue Verteilung, die Populationsdynamik, die Lebensgeschichte und Ökologie sowie die potenziellen Bedrohungsprozesse, die diese Art betreffen, zu bestimmen.

## Bedeutung für den Fischfang
Innerhalb der Gonatidae ist Berryteuthis magister aufgrund seiner Größe und seiner spezifischen Eigenschaften die einzige Art, die zielgerichtet befischt wird, während andere Arten in der Regel nur als Beifang anfallen. Die Art sammelt sich nach einer relativ kurzen Entwicklungszeit am Boden der Meere, wo auch die Laichphase stattfindet, und bildet dort größere Gruppen. Damit ist die Art für die Schleppnetzfischerei zugänglich. Das Fleisch bleibt zudem muskulös und wird nicht gallertartig wie bei vielen anderen Arten der Kalmare. Es wird als schmackhaft beurteilt und enthält einen hohen Gehalt an nützlichen Proteinen, dadurch wird Berryteuthis magister als beliebter Speisekalmar in seinem gesamten Verbreitungsgebiet befischt, vor allem in den russischen und japanischen Meeresgebieten.
Obwohl die Größe der Populationen dieser Art nicht bekannt ist, sind einige Fangstatistiken aus der Fischerei verfügbar. Die kommerzielle Fischerei nach Berryteuthis magister begann in den 1960er Jahren, als die Art vor allem bei der bodennahen Dorschfischerei als Beifang gefangen und genutzt wurde. In den 1970er und 1980er Jahren wurde die Fischerei auf den zielgerichteten Schleppnetzfang umgestellt und fand hauptsächlich im Bereich der nördlichen Kurilen und im Beringmeer statt, später wurde sie in das Japanische Meer ausgedehnt. 1986 wurden durch die russische Fischerei mehr als 65.000 Tonnen Berryteuthis magister gefangen, kurz danach brachen die Mengen auf 13.000 Tonnen im Jahr 1986 ein, was vermutlich auf einen Rückgang der Populationsgröße in den russischen Fanggebieten hindeutet. In den 1990er Jahren blieben die Fangmengen unter 20.000 Tonnen. Man schätzt aktuell, dass eine Fischerei, die das westliche Beringmeer, den nordwestlichen Pazifik und die russischen Fanggebiete im Japanischen Meer umfasst, einen jährlichen Fang von 98.000 Tonnen einbringen könnte. Die Fischereistatistik der Ernährungs- und Landwirtschaftsorganisation der Vereinten Nationen (FAO) berichtete 2010 von einem Verbrauch von etwa 49.000 Tonnen im Jahr 2007 und lag bis 2011 konstant bei 50.000 bis 60.000 Tonnen gefischten Berryteuthis magister weltweit.
Die höchste dokumentierte Fangmenge der russischen Fischerei war, im Jahr 2006, 90.300 Tonnen, die Durchschnittsfänge der letzten Dekade lagen zwischen 38.300 und 76.700 Tonnen. Damit umfasst die Art, je nach Fangjahr, einen Anteil von gut 80 bis über 99 Prozent der russischen Tintenfischfänge insgesamt. Wichtigstes Fanggebiet sind die Schelfränder nahe der Kurilen. In der westlichen Beringsee wurden meist weniger als zehn Prozent der Fänge, meist als Beifang, erzielt. Aufgrund des starken Reliefs des Meeresgrunds sind dabei nur begrenzte Abschnitte für Schleppnetzfänge nutzbar.

## Belege
1. 1 2 3 4 5 6 7 8 9 10 11 12 13 14 15  C.F.E. Roper, E.M. Jorgensen, O.N. Katugin, P. Jereb: Family Gonatidae. In P. Jereb,  C.F.E. Roper (Hrsg.): Cephalopods of the world. An annotated and illustrated catalogue of species known to date. Volume 2. Myopsid and Oegopsid Squids. FAO Species Catalogue for Fishery Purposes No. 4, Vol. 2., Rom 2010; S. 200–222. (Volltext)
2. 1 2 3 4 5 6  Tsunemi Kubodera: Tree of Life web project: Berryteuthis magister (engl.), 2015; abgerufen am 25. März 2020.
3. 1 2 3 4  Oleg N. Katugin, Gennadyi A. Shetsov, Mikhail A. Zuev, Vasilyi D. Didenko, Vladimir V. Kulik, Noklai S. Vanin: Berryteuthis magister, Schoolmaster Gonate Squid. Chaper 1 in: Rui Rosa, Graham Pierce, Ron O'Dor (editors): Advances in Squid Biology, Ecology and Fisheries Part II - Oegopsid squids. Nova Science Publishers, 2013. ISBN 978-1-62808-333-0.
4. ↑  S.S. Berry: A Review of the Cephalopods of Western North America. Bulletin of the Bureau of Fisheries 30, 1912; S. 267–336; Beschreibung auf S. 308 ff. und Illustrationen auf S. 336 ff. (Volltext)
5. 1 2  S.S. Berry: Notes on some West American cephalopods. Proceedings of the Academy of Natural Sciences of Philadelphia 65, 1913; S. 72–77.
6. ↑  Tsunemi Kubodera, Takashi Okutani: The systematics and identification of larval cephalopods from the northern North Pacific. Research Institute of North Pacific Fisheries, Special Volume 1981; S. 131–159.
7. ↑  Takashi Okutani, Tsunemi Kubodera: Berryteuthis magister nipponensis Okutani & Kubodera, n. sbsp. In: Cephalopods from continental shelf and slope around Japan. Japan Fisheries Resource Conservation Association, Tokyo 1981; S. 132–135.
8. ↑  Oleg N. Katugin: A new subspecies of the schoolmaster gonate squid, Berryteuthis magister (Cephalopoda: Gonatidae), from the Japan Sea. The Veliger 43, 2000; S. 82–97. (Volltext)
9. 1 2 3 4  Berryteuthis magister in der Roten Liste gefährdeter Arten der IUCN 2020. Eingestellt von: I. Barratt, L. Allcock, 2014. Abgerufen am 26. März 2020.